# Edgard Magalhães Gomes
Edgard Magalhães Gomes (Petrópolis, 2 de novembro de 1901 – 19 de outubro de 1986) foi um médico brasileiro.
Foi eleito membro da Academia Nacional de Medicina em 1945, da qual foi presidente de 1975 a 1977.